# Christoph Ludwig Agricola
Christoph Ludwig Agricola (Regensburgo, 5 de novembro de 1667 — Regensburgo, 8 de agosto de 1719) foi um pintor alemão especialista em paisagens.

## Biografia
Agricola passou grande parte de sua vida em viagens, visitando a Inglaterra, os Países Baixos e a França, e morou por um período considerável em Nápoles.
Seus numerosos quadros de paisagens, geralmente de pequenas dimensões, são notáveis pela fidelidade à natureza e, especialmente, por sua hábil representação de várias fases do clima. Na composição, seu estilo mostra a influência de Nicolas Poussin, enquanto que na luz e cor, ele imita Claude Lorrain.
Seus quadros podem ser encontrados em Dresden, Braunschweig, Viena, Florença, Nápoles e em muitas outras cidades da Alemanha e Itália.

## Obras selecionadas

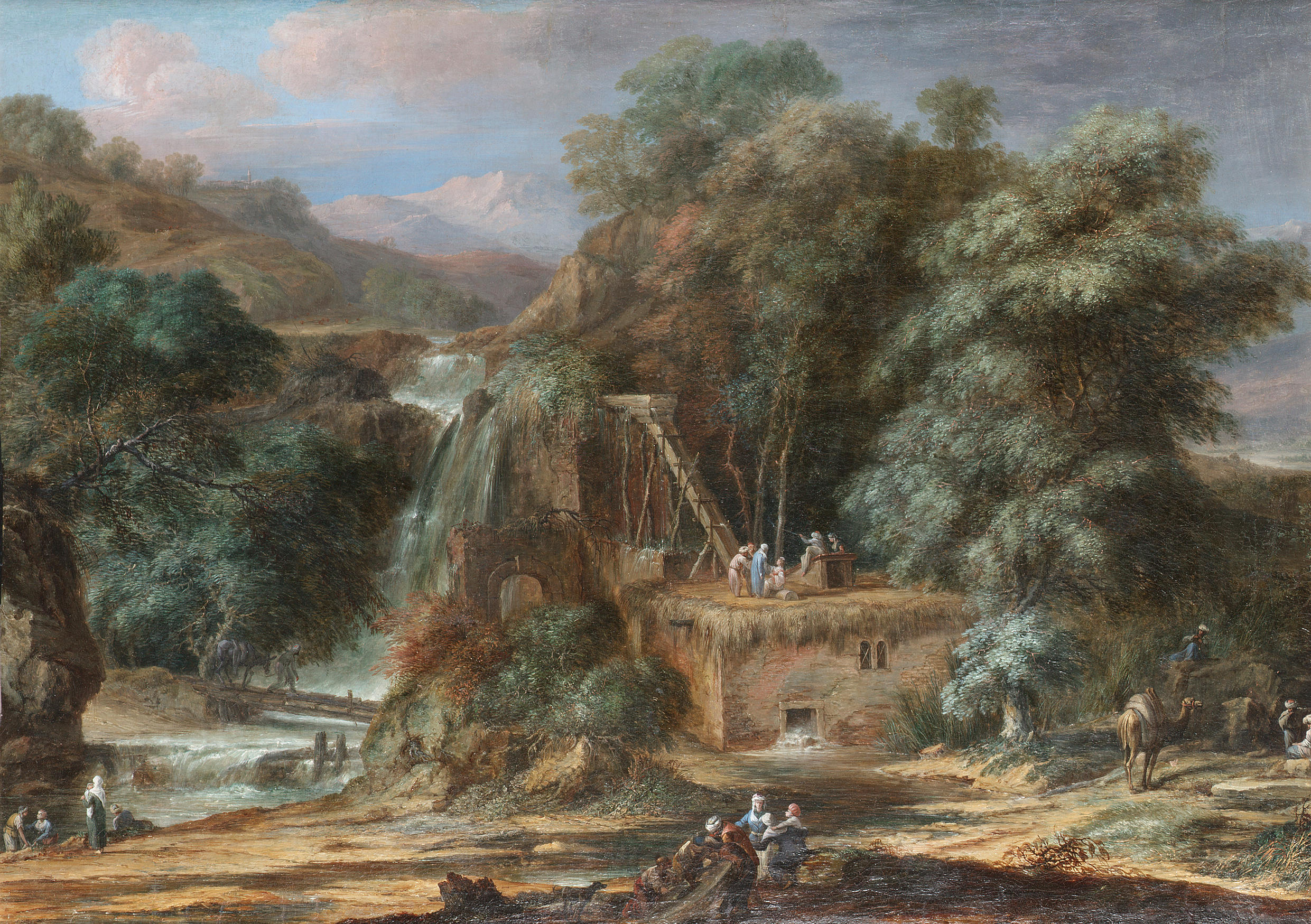
Paisagem fluvial (Flusslandschaft) com figuras construindo um oleoduto perto de uma cachoeira, figuras orientais e camelos. Óleo sobre tela, 68 x 96,5 centímetros. Coleção particular.

- Selbstportrait mit Pinsel und Palette (no Museu de Braunschweig)
- Portrait seines Bruders
- Diana und Aktäon
- Satyr mit Nymphe auf dem Ruhebett
- Landschaft mit Fluß und Hütten

## Galeria

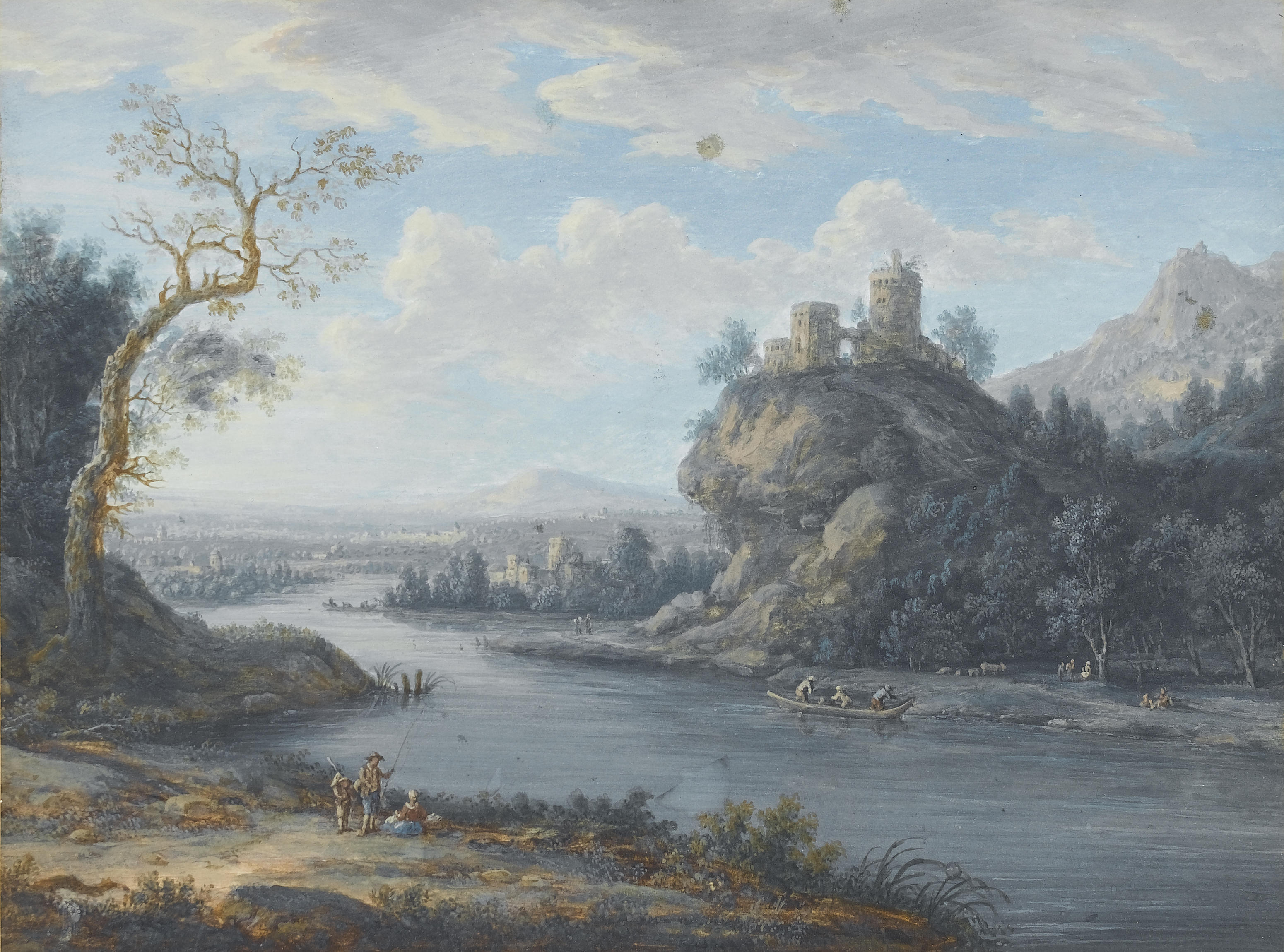
Paisagem do rio
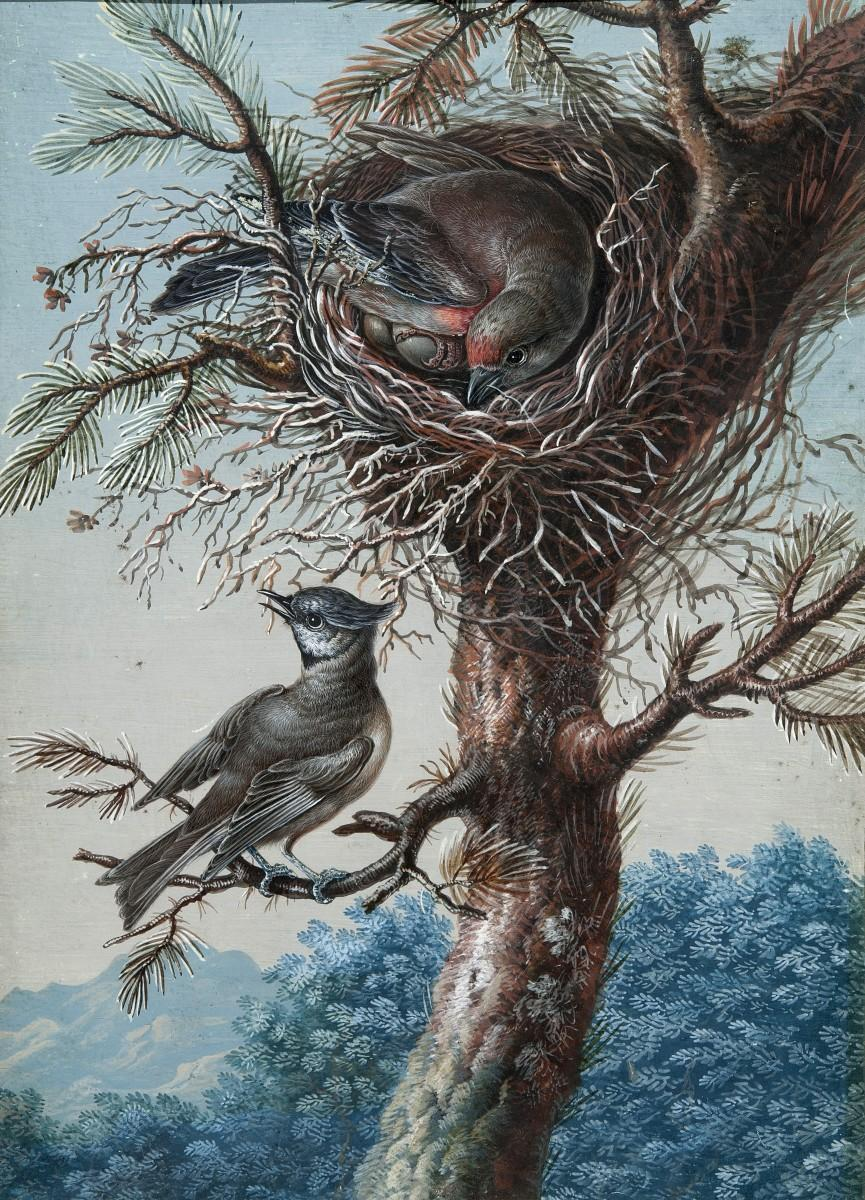
Pólo-vermelho maior e titmous com crista; Bluethroat
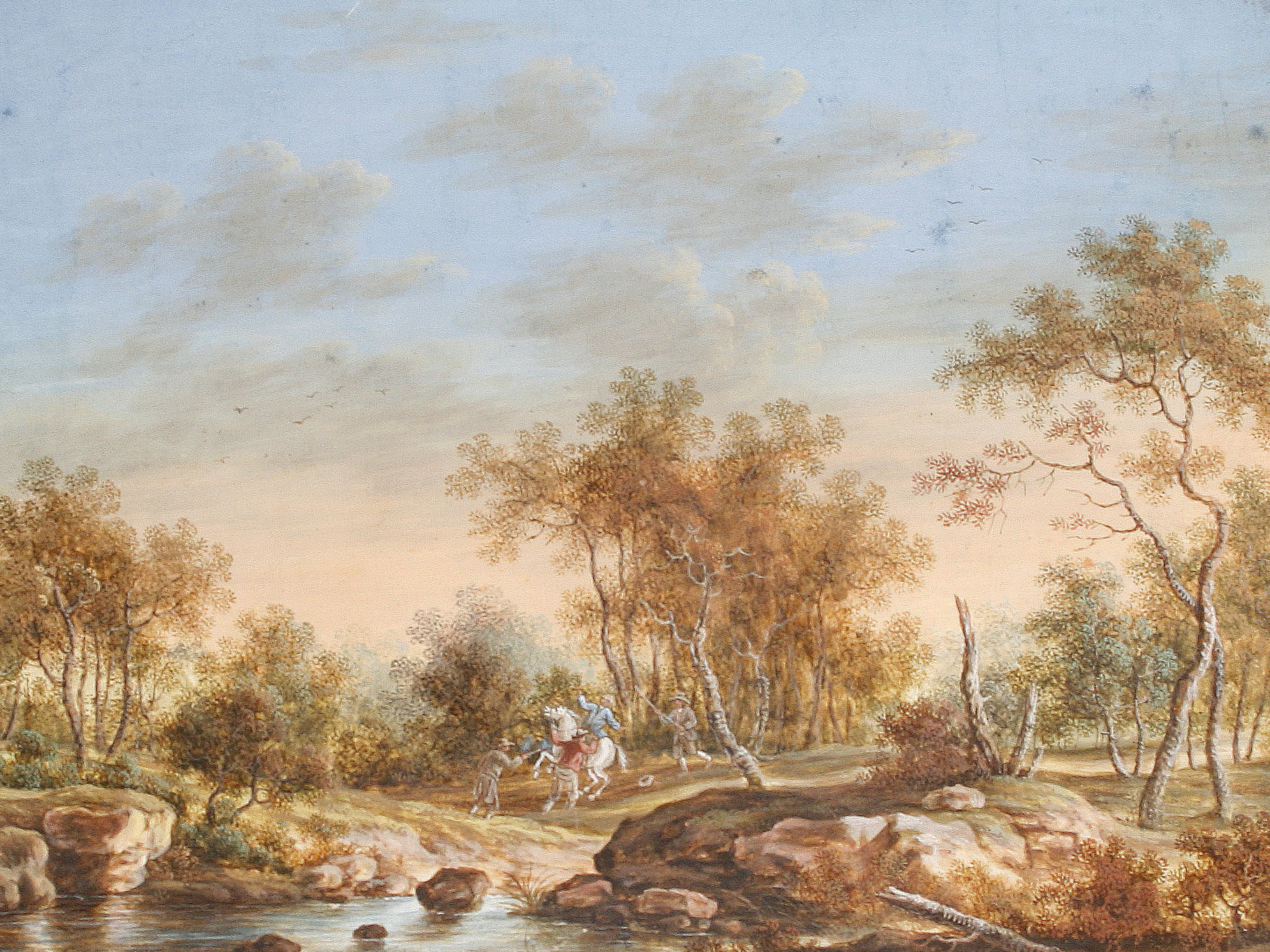
Bandidos atirando em viajantes
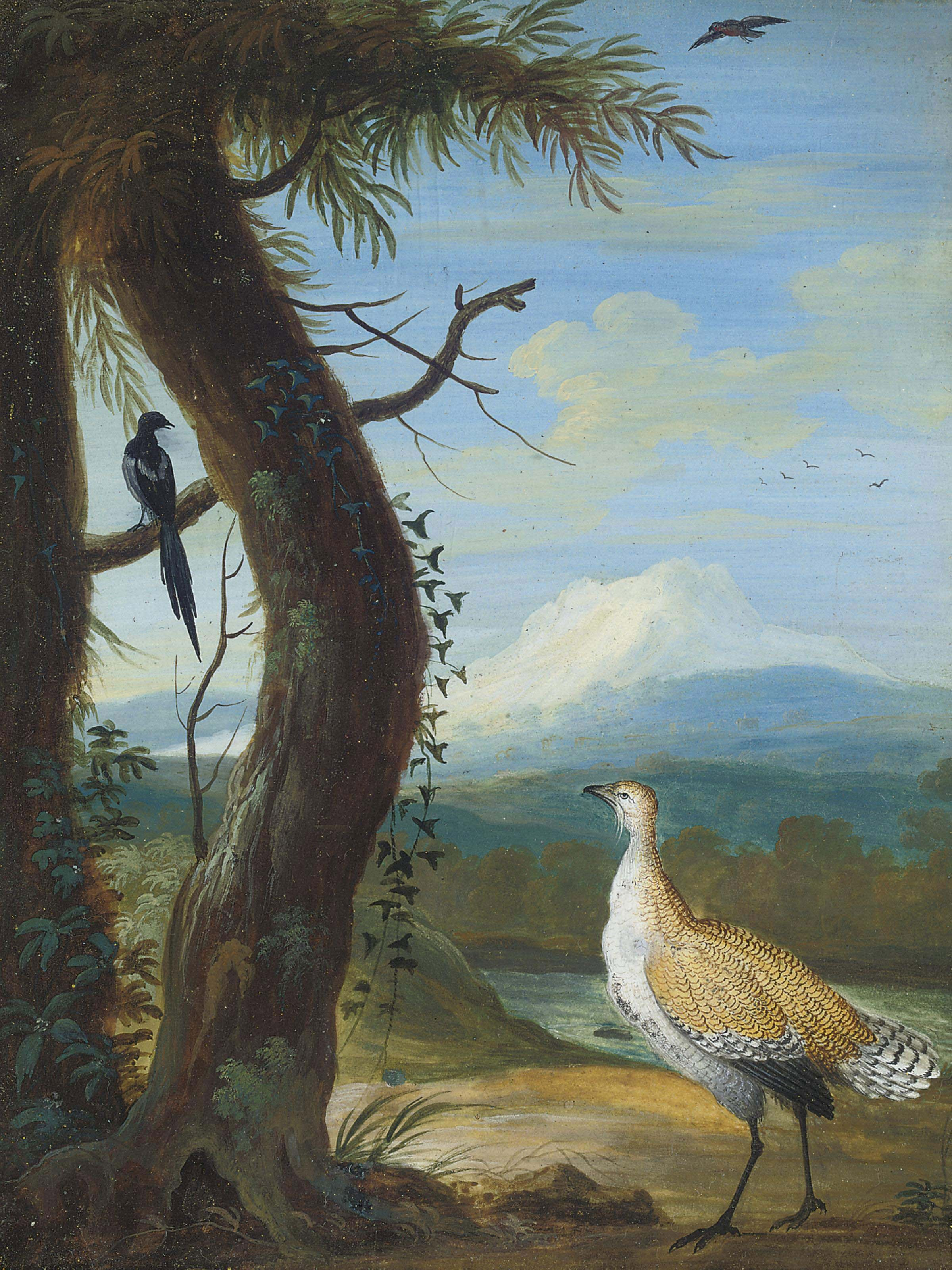
Abetarda e pega em uma paisagem exótica
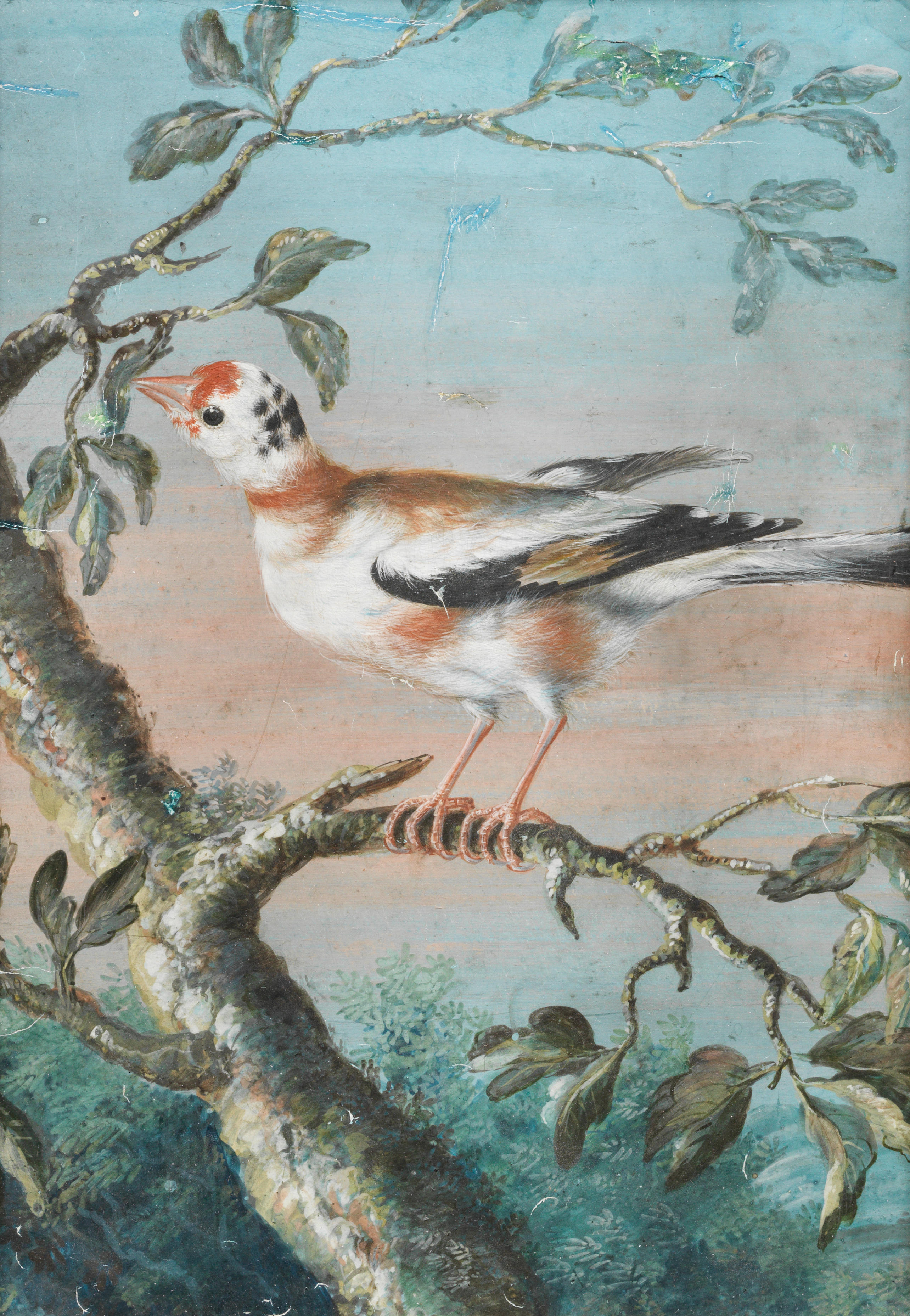
Um pássaro sentado em um galho
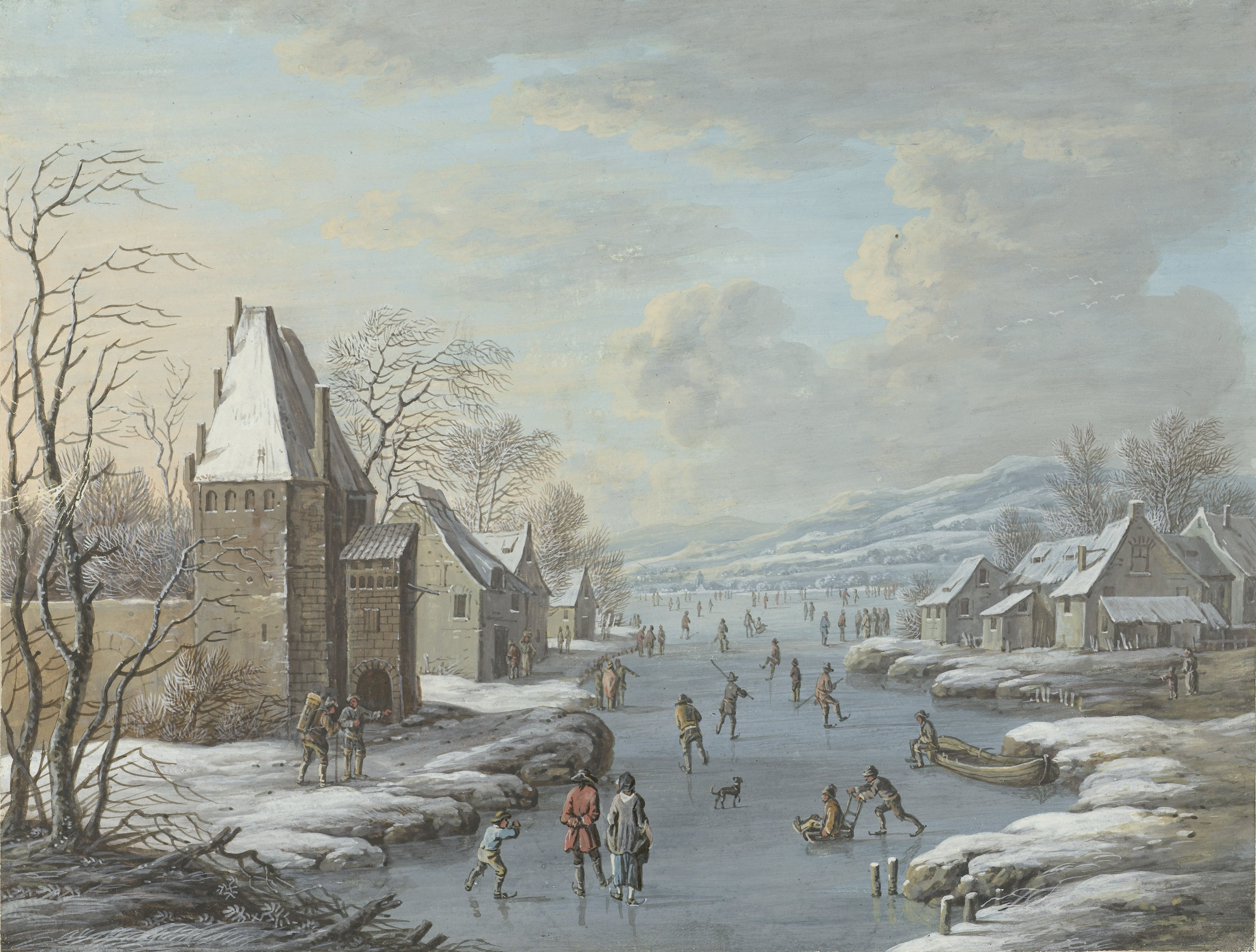
Face de inverno com entretenimento no gelo
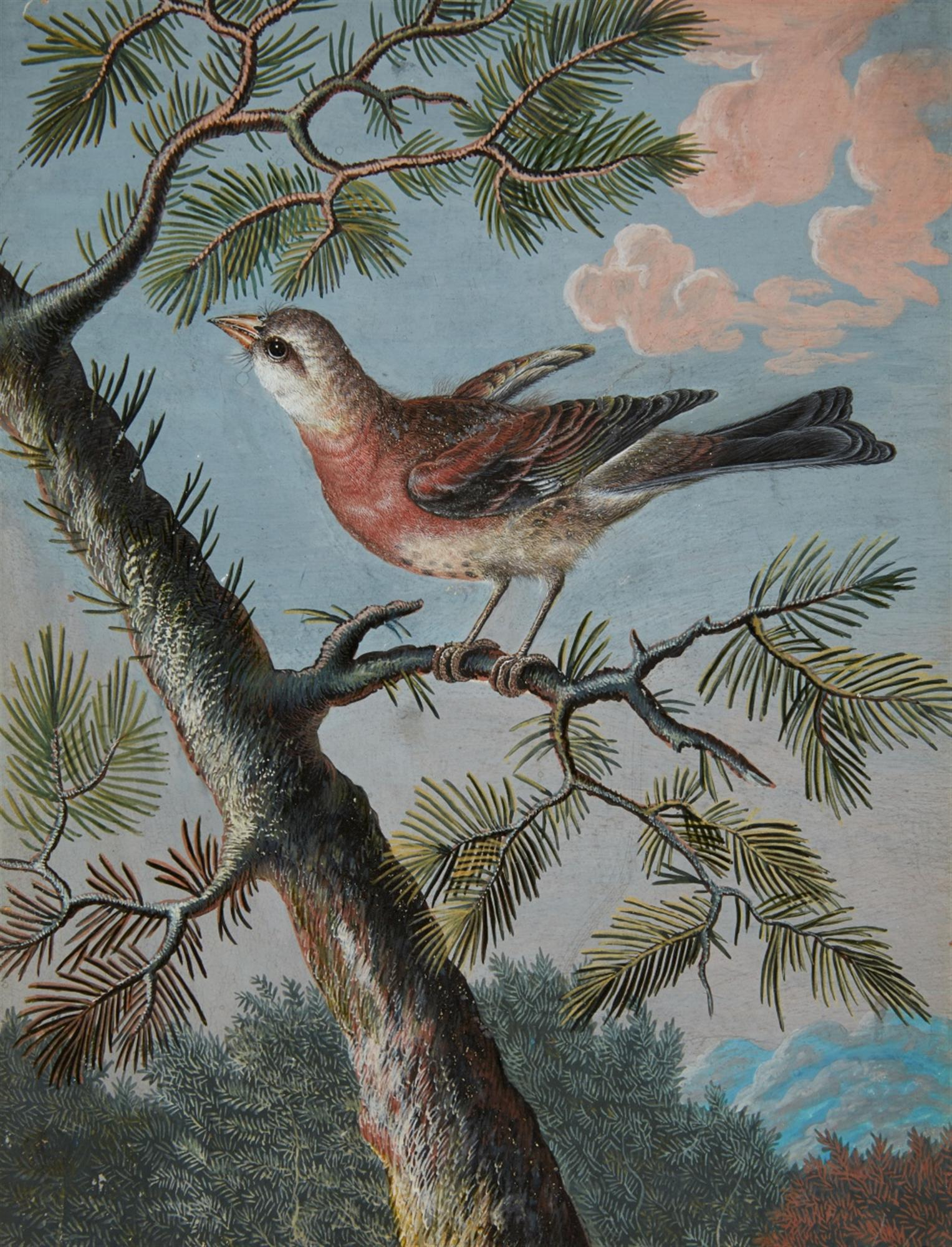
Ave canora em um Evergreen